# Чемберс, Роберт
Роберт Чемберс (англ. Robert Chambers; 10 июля 1802[…], Пиблс — 17 марта 1871[…], Сент-Андрус, Файф) — британский издатель, книготорговец, популяризатор науки (истории, биологии, геологии, литературы, фольклора), научный писатель. Наиболее известен как анонимный автор труда «Следы естественной истории творения» («Vestiges of the Natural History of Creation»), считающегося одной из первых работ по эволюционной биологии.

## Биография
Проявил большие способности к наукам ещё в период обучения в местной школе, с детства заинтересовавшись литературой; книги брал в единственной в маленьком городке обменной библиотеке, с 12 лет читал четвёртое издание энциклопедии «Британника», купленное его отцом. Родители первоначально хотели видеть его священнослужителем, но впоследствии отказались от данной идеи ввиду недостатка средств. В 1813 году семья переехала в Эдинбург, где в 1818 году Чемберс, которому тогда было 16 лет, открыл первое собственное дело — частную обменную библиотеку, располагая на тот момент лишь небольшим количеством книг, принадлежавших его отцу. В 1819 году такое же дело открыл его старший брат Уильям, с которым Роберт вскоре объединил усилия, впоследствии основав издательскую фирму «W. & R. Chambers».
В 1824 году Роберт Чемберс, к тому времени уже на протяжении длительного времени изучавший шотландские древности, опубликовал свой первый исторический труд — «Traditions of Edinburgh» (в двух томах), заслуживший благосклонную оценку со стороны Вальтера Скотта. В 1828 году вышла пятитомная историческая работа Чемберса «A History of the Rebellions in Scotland from 1638 to 1745». В 1832 году Чемберс основал еженедельный журнал «Chambers’s Edinburgh Journal», с 1854 года известный как «Chambers’s Journal of Literature, Science and Arts», быстро получивший в Шотландии широкую известность. Первоначально он был лишь его владельцем, но после выхода 14 номеров вместе со своим братом стал одним из его главных редакторов.
К числу главных научно-популярных трудов, написанных Чемберсом в одиночку или в соавторстве, относятся «Popular Rhymes of Scotland» (1826; переиздано в 1892), «History of the Rebellions in Scotland in 1689 and 1715» (1829), «Life of James I» (1830), «Biographical Dictionary of Eminent Scotsmen» (4 тома, Глазго, 1832—1835), «Cyclopaedia of English Literature» (1844), «Life and Works of Robert Burns» (4 тома, 1851; переиздано в 1896), «Ancient Sea Margins» (1848), «Domestic Annals of Scotland» (3 тома, 1859—1861) и «Book of Days» (2 тома, 1862—1864). Из этих трудов наиболее высоко были оценены «Cyclopaedia of English Literature», содержавшая в себе многочисленные специально отобранные Чемберсом отрывки из литературных произведений наиболее известных английских авторов различных исторических эпох, «Life and Works of Robert Burns», в ходе работы над которой он проводил серьёзные исследования и открыл много ранее неизвестных фактов о жизни Роберта Бёрнса, полученных в том числе в ходе бесед с сестрой поэта Бегг (в пользу которой перечислил все средства, полученные от продажи издания), и «Book of Days», масштабное сочинение о всемирных древностях, работа над которым, как считается, подорвала его здоровье. Кроме того, в его издательстве была в 1859—1868 годах выпущена энциклопедия «Chambers’s Encyclopaedia» под редакцией Эндрю Файндлейтера.
Одним из главных увлечений Чемберса была геология; на протяжении своей жизни он предпринял несколько научных путешествий с целью изучения геологии Канады и Скандинавии, по итогам которых им были написаны сочинения «Tracings of the North of Europe» (1851) и «Tracings in Iceland and the Faroe Islands» (1856). Ранее, в период с 1843 по 1846 год им было анонимно издано сочинение «Vestiges of the Natural History of Creation», написанное с рационалистических позиций. В связи с тогдашним общественным мнением Чемберс не хотел дискредитировать репутацию своего издательства собственными взглядами, чем и объясняется анонимность публикации; истинное авторство труда, ранее приписываемое Чарльзу Лайеллу или принцу Альберту, было раскрыто лишь в предисловии к 12-му изданию книги, вышедшему уже после его смерти, в 1884 году в Ирландии. В итоге оно стало наиболее известной его работой, сразу же после публикации вызвавшей широкий резонанс и продолжительные споры в научных кругах. За два года до смерти Чемберс стал почётным доктором права Сент-Эндрюсского университета и — в знак признания своих заслуг в деле просвещения посредством издания научно-популярной литературы — членом лондонского клуба «Athenaeum».